# Neera (scrittrice)
Neera, pseudonimo di Anna Maria Zuccari, coniugata Radius (Milano, 7 maggio 1846 – Milano, 19 luglio 1918), è stata una scrittrice italiana.

## Biografia
Nacque in una famiglia borghese, figlia di Fermo, architetto di una certa fama, e di Maddalena Manusardi, che morì quando Anna Maria aveva solo dieci anni. Conclusi gli studi elementari, rimase nella casa paterna fino alla morte del padre nel 1869, circostanza che le impose di trasferirsi a Caravaggio presso due zie nubili, vivendo in precarie condizioni economiche; nel 1871 sposò il banchiere Emilio Radius, con il quale ebbe due figli, Adolfo, che divenne ingegnere, e Maria, che sposò nel 1898 l'editore e giornalista Guido Martinelli.

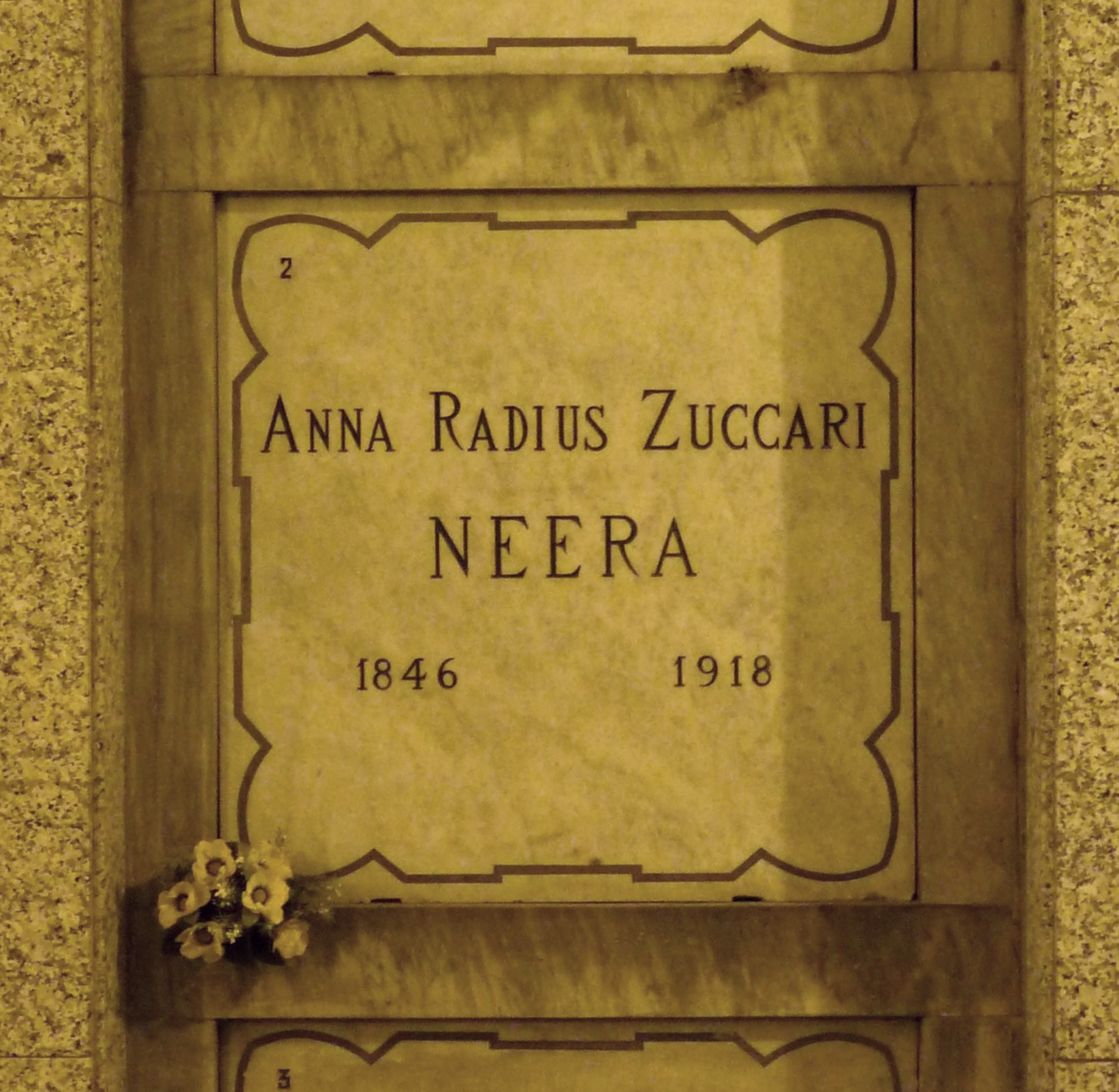
La tomba di Neera al Cimitero Monumentale di Milano

Raggiunta la tranquillità economica e ristabilitasi a Milano, vi frequentò l'ambiente letterario, esordendo nel 1875 come scrittrice di novelle pubblicate in importanti riviste del tempo - il Pungolo, L'illustrazione italiana,  Il Marzocco, il Giornale delle Donne - viaggiando ed entrando in contatto con Verga e Capuana, esponenti della corrente letteraria del Verismo, alla quale ella stessa aderì. Nel 1890 fu tra i fondatori della rivista Vita intima, che tuttavia cessò le pubblicazioni l'anno dopo. Negli ultimi anni Neera fu probabilmente colpita da un tumore che le impedì di scrivere e la condusse alla morte nel 1918, tuttavia riuscì a dettare le sue memorie, Una giovinezza del secolo XIX, pubblicate postume nel 1919.
Scrittrice prolifica e di successo, il tema dominante della sua narrativa è l'analisi della condizione femminile, della quale ella accetta il ruolo socialmente subordinato   limitandosi a rivendicare le ragioni del cuore e della sensibilità femminile a fronte della mediocrità della realtà quotidiana, nella quale le protagoniste dei suoi romanzi finiscono per ripiegare.

## Omaggi
- Le è stata dedicata una via di Milano.
- Anna Zuccari è tra le scrittrici basilari della storia della letteratura italiana dell'Ottocento; è quindi censita in Le Autrici della Letteratura italiana [3]

## Opere
- Un romanzo, Milano 1877
- Addio!, Milano 1877
- Vecchie catene, Milano 1878
- Novelle gaje, Milano 1879
- Un nido, Milano 1880
- Iride, Milano 1881
- Allodola mattutina, Milano 1881
- La prima lettera d'amore, Milano 1881
- Il castigo, Milano 1881
- La regaldina, Milano 1884
- Il marito dell'amica, Milano 1885
- Maura, Milano 1886
- Teresa, Milano 1886
- Lydia, Milano 1888
- L'indomani, Milano 1889
- Il libro di mio figlio, Milano 1891
- Senio, Milano 1892
- Nel sogno, Milano 1893
- Voci della notte, Napoli 1893
- La freccia del parto, ed altre novelle, Milano 1894
- Anima sola, Milano 1895
- L'amor platonico, Napoli 1897
- L'amuleto, Milano 1897
- Fotografie matrimoniali, Catania 1898
- Poesie, Milano 1898
- Battaglie per un'idea, Milano 1898
- Il secolo galante, Firenze 1900
- La vecchia casa, Milano 1900
- La villa incantata, Livorno 1901
- Uomini, uomini, donne, donne, Firenze 1903
- Una passione, Milano 1903
- Le idee di una donna, Milano 1904
- Conchiglie, Roma 1905
- Il romanzo della fortuna, Milano 1906
- Crevalcore, Milano: 1907
- Il canzoniere della nonna, Milano 1908
- La conoscenza del fanciullo, Roma 1908
- Memorie autobiografiche, Firenze 1909
- Duello d'anime, Milano 1911
- La sottana del diavolo, Milano 1912
- Rogo d'amore, Milano 1914
- Crepuscoli di libertà, Milano 1917
- Una giovinezza del secolo XIX, Milano 1919
- Poesie: edizione postuma per gli amici, Milano 1919
- Profili, impressioni e ricordi, Milano 1919
- Fiori, Firenze 1921
- Aspre lotte e cozzo d’armi. Poesie e altri scritti, coll. Donne in poesia a cura di M. G. Amati, Bertoni Editore, Perugia 2023.